# Conoglobigerinidae
Conoglobigerinidae es una familia de foraminíferos planctónicos de la superfamilia Rotaliporoidea, del suborden Globigerinina y del orden Globigerinida. Su rango cronoestratigráfico abarca desde el Oxfordiense (Jurásico superior) hasta el Berriasiense (Cretácico inferior).

## Descripción
Conoglobigerinidae incluía foraminíferos planctónicos con conchas trocoespiraladas, generalmente de trocospira alta; sus cámaras eran globulares y crecían en tamaño de forma rápida; su abertura era interiomarginal, umbilical a umbilical-extraumbilical, con forma de arco y bordeada por un labio; presentaban pared calcítica hialina, finamente perforada (tamaño de poro aproximadamente de 0.5 µm), con superficie pustulada o costulada.

## Discusión
Clasificaciones posteriores incluyen Conoglobigerinidae en la superfamilia Favuselloidea. Algunos autores consideran Conoglobigerinidae un sinónimo posterior de la familia Globuligerinidae.

## Clasificación
Conoglobigerinidae incluye a los siguientes géneros:
- Compactogerina †
- Conoglobigerina †
- Haeuslerina †

Otro género considerado en Conoglobigerinidae es:
- Woletzina †, considerado sinónimo posterior de Conoglobigerina †